# Rosendorf (Senftenberg)

Historische Karte der Gemeinde Rosendorf (1920)

Rosendorf, niedersorbisch Zasrjew, bis 1540 Scheißendorf,  war eine 340 Einwohner zählende Gemeinde in der Niederlausitz. Sie lag circa 8,5 km nordöstlich der Stadt Senftenberg, unweit des Straßendorfes Lieske.

## Geschichte

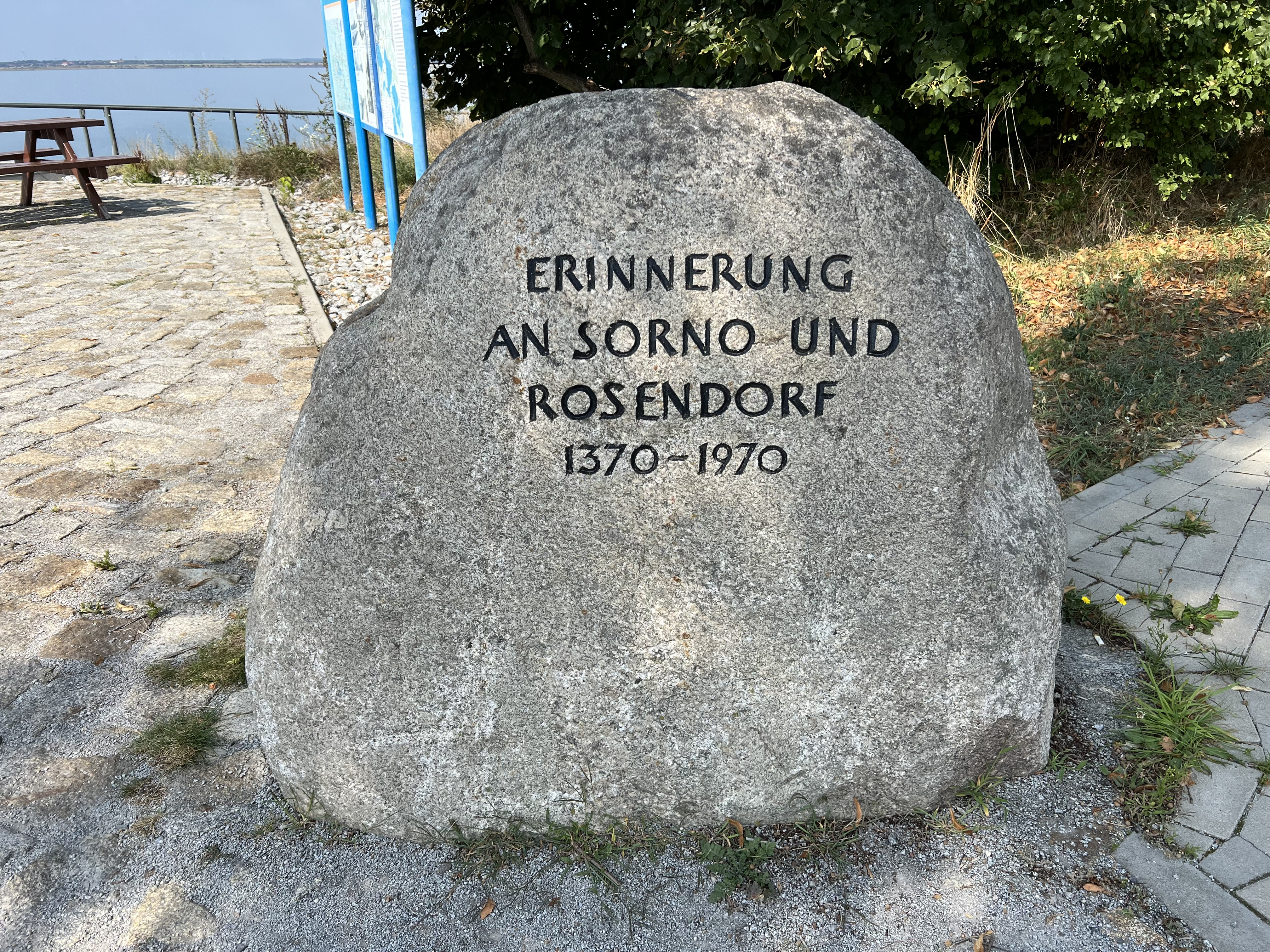
Gedenkstein für Rosendorf

Rosendorf wurde 1459 mit dem Namen Sasseraw erstmals urkundlich erwähnt, 1474 lautete der Ortsname Scheysendorf. Der ursprüngliche Ortsname ging auf eine sorbische Spottbezeichnung für eine ärmliche Siedlung zurück. Um 1540 erfolgte die Umbenennung, 1546 wird der Ort als Roßendorf erwähnt.
In der ersten Hälfte des 20. Jahrhunderts wurde Rosendorf durch die Ilse Bergbau-AG als Braunkohlenrevier erschlossen. Am 1. Juli 1950 wurde die Gemeinde Rosendorf nach Sorno eingemeindet. Rosendorf und Sorno mussten dem Tagebau Sedlitz weichen, die endgültige Devastierung des Ortes erfolgte bis zum Jahr 1972.